# IQue
iQue, Ltd. (chino simplificado: 神游 科技; chino tradicional: 神游 科技; pinyin: Shényóu Kējì) es una empresa con sede en China ubicada en Suzhou. Fue fundada como una empresa conjunta entre Wei Yen y Nintendo en 2002. El año siguiente , la compañía lanzó el iQue Player. Desde entonces, la compañía había fabricado y distribuido productos oficiales de Nintendo para el mercado de China continental bajo la marca iQue.
iQue solo lanzó juegos portátiles de Nintendo para iQue 3DS XL, DS, Game Boy Advance y Game Boy Advance SP. El iQue Player es la única consola doméstica disponible de la compañía en China. Había planes para lanzar la Wii en toda China, pero cuando Satoru Iwata anunció oficialmente la fecha de lanzamiento para el 20 de septiembre de 2007, dijo que solo estaría disponible en Hong Kong, bajo la marca Nintendo. La Nintendo DSi se lanzó en China en diciembre de 2009 como iQue DSi. La Nintendo 3DS XL se lanzó en China como iQue 3DS XL en diciembre de 2012.
En 2013, la compañía se convirtió en una subsidiaria de Nintendo. A partir de 2018, la compañía ya no trae consolas de juegos a China continental a pesar de que externaliza principalmente la fabricación del Nintendo Switch allí, sino que continúa localizando juegos en chino simplificado para Hong Kong. Para sus consolas, iQue solo ofrecerá soporte oficial.

## iQue Player
El iQue Player es una micro variante de una consola de videojuegos para el hogar de iQue que reproduce los puertos de los juegos de Nintendo 64. Fue diseñado exclusivamente para evitar la prohibición de China de productos de consolas domésticas en general en ese momento.

## iQue Game Boy Advance

### iQue Game Boy Advance
IQue GBA es la versión china de Game Boy Advance. Se lanzó el 8 de junio de 2004. Se han lanzado 8 juegos para la consola.
| Título occidental                         | Título en chino    | Pinyin                    | Título traducido literal del chino | Fecha de lanzamiento | Género     | Modos de juego                 |
| ----------------------------------------- | ------------------ | ------------------------- | ---------------------------------- | -------------------- | ---------- | ------------------------------ |
| Super Mario Advance                       | 超级马力欧２       | Chāojí Mǎlìōu 2           | Super Mario 2                      | 30 de junio de 2004  | Plataforma | Un jugador, Multijugador (1-2) |
| Wario Land 4                              | 瓦力欧寻宝记       | Wǎlìōu Xúnbǎo Jì          | Wario Treasure Hunt                | Junio de 2005        | Plataforma | Un jugador                     |
| Metroid: Zero Mission                     | 密特罗德：零点任务 | Mìtèluōdé: Língdiǎn Rènwù | Metroid: Zero Mission              | Junio de 2005        | Shooter    | Un jugador                     |
| WarioWare, Inc.: Mega Microgames!         | 瓦力欧制造         | Wǎlìōu Zhìzào             | Made in Wario                      | 4 de julio de 2005   | Minijuegos | Un jugador                     |
| Metroid Fusion                            | 密特罗德 融合      | Mìtèluōdé Rónghé          | Metroid Fusion                     | Marzo de 2006        | Shooter    | Un jugador                     |
| Yoshi's Island - Super Mario Advance 3    | 耀西岛             | Yàoxi Dǎo                 | Yoshiland                          | 2 de marzo de 2006   | Plataforma | Un jugador                     |
| Super Mario World - Super Mario Advance 2 | 超级马力欧世界     | Chāojí Mǎlìōu Shìjiè      | Super Mario World                  | 15 de marzo de 2006  | Plataforma | Un jugador, Multijugador       |
| F-Zero Maximum Velocity                   | 极速F-ZERO未来赛车 | Jísù F-ZERO Wèilái Sàichē | Speed F-ZERO: Future Racing        | Agosto de 2007       | Carreras   | Un jugador, Multijugador (1-4) |

### iQue Game Boy SP
El iQue Game Boy SP es la versión china del Game Boy Advance SP. Es lo mismo que un Game Boy Advance SP normal, pero tiene un logotipo "iQue" en la parte superior de la carcasa en lugar de "Nintendo" como el producto para el mercado mundial. Juega a los juegos Game Boy, Game Boy Color y Game Boy Advance y tiene una batería recargable. Fue lanzado en octubre de 2004.

### iQue Game Boy Micro
IQue Micro es la versión china de Game Boy Micro, y la más pequeña de la familia iQue. Juega juegos de Game Boy Advance. Fue lanzado en octubre de 2005.

## iQue DS

### iQue DS
El iQue DS es la versión china continental de la Nintendo DS. Fue lanzado el 23 de julio de 2005. Se han lanzado 6 juegos para la consola. Es la única versión de Nintendo DS que tiene un bloqueo regional, por lo que los juegos de iQue DS no se pueden jugar en sistemas Nintendo DS de otras regiones. ↵También se planificó una versión china de Big Brain Academy, pero se canceló. Apareció en el tráiler oficial de iQue DS Lite. 
Juegos:
| Título occidental     | Título en chino    | Pinyin                        | Título traducido literal del chino     | Fecha de lanzamiento  | Género       | Modos de juego                 | Formato                   |
| --------------------- | ------------------ | ----------------------------- | -------------------------------------- | --------------------- | ------------ | ------------------------------ | ------------------------- |
| Polarium              | 直感一笔           | Zhígǎn Yī Bǐ                  | Straight Feeling                       | 23 de julio de 2005   | Rompecabezas | Un jugador, Multijugador (1-2) | Tarjeta DS                |
| WarioWare: Touched!   | 摸摸瓦力欧制造     | Mō Mō Wǎlìōu Zhìzào           | Made in Wario: Touching                | Diciembre de 2005     | Minijuegos   | Un jugador                     | Tarjeta DS                |
| Yoshi Touch & Go      | 摸摸耀西-云中漫步  | Mō Mō Yàoxi - Yún Zhōng Mànbù | Touching Yoshi - Walking in the Clouds | 14 de febrero de 2006 | Plataforma   | Un jugador, Multijugador (1-2) | Tarjeta DS                |
| Super Mario 64 DS     | 神游马力欧DS       | Shényóu Mǎlìōu DS             | Super Mario DS                         | 21 de junio de 2007   | Plataforma   | Un jugador, Multijugador (1-4) | Tarjeta DS                |
| New Super Mario Bros. | New 超级马力欧兄弟 | New Chāojí Mǎlìōu Xiōngdì     | New Super Mario Brothers               | 2 de julio de 2009    | Plataforma   | Un jugador, Multijugador (1-4) | Tarjeta DS                |
| Nintendogs            | 任天狗狗           | Rèntiān Gǒu Gǒu               | Rentian Dog                            | Diciembre de 2009     | Simulacro    | Un jugador, Multijugador (1-2) | Pre-instalado en iQue DSi |
| Big Brain Academy     | ?                  | ?                             | ?                                      | No lanzado            | Rompecabezas | Un jugador, Multijugador (1-8) | Desconocido               |

### iQue DS Lite
El iQue DS Lite es la versión china de la Nintendo DS Lite. Juega juegos de Nintendo DS y es más pequeño que el DS original y tiene una pantalla más brillante que el DS original. Fue lanzado en junio de 2006.

### iQue DSi
El iQue DSi es la versión china de Nintendo DSi. Tiene una cámara y juega juegos DS y DSiWare. También viene con Nintendogs preinstalado en el sistema. Supuestamente ha sido el único lanzamiento del juego en la DS en China continental. Fue lanzado en diciembre de 2009.

## iQue 3DS XL
El iQue 3DS XL es la versión china continental de la Nintendo 3DS XL. Fue la única versión de la 3DS ofrecida por iQue. A diferencia del Nintendo 3DS XL de otras regiones, el iQue 3DS XL no tiene un Nintendo eShop, no puede transferir datos de un iQue DSi a un iQue 3DS XL o entre sistemas y no puede jugar iQue DSiWare en un iQue 3DS XL. Solo se han lanzado 2 juegos para la consola y ambos fueron preinstalados en cada consola creada. Nunca se hicieron tarjetas de juego físicas.
Juegos:
| Título occidental   | Título en chino   | Pinyin                  | Título traducido literal del chino | Fecha de lanzamiento   | Modos de juego           |
| ------------------- | ----------------- | ----------------------- | ---------------------------------- | ---------------------- | ------------------------ |
| Super Mario 3D Land | 超级马力欧 3D乐园 | Chāojí Mǎlìōu 3D Lèyuán | Super Mario 3D Land                | 7 de diciembre de 2012 | Un jugador               |
| Mario Kart 7        | 马力欧卡丁车7     | Mǎlìōu Kǎdīngchē 7      | Mario Kart 7                       | 7 de diciembre de 2012 | Un jugador, Multijugador |

Debido al bloqueo regional, solo los juegos que proporcionan un lenguaje de interfaz chino simplificado se pueden usar en iQue 3DS XL. Además de los dos juegos mencionados anteriormente que fueron lanzados por iQue, los siguientes 14 juegos lanzados por Nintendo Hong Kong y Nintendo Taiwan también se pueden usar en esta consola e incluyen un lenguaje de interfaz chino simplificado:
| Título occidental                       | Título en chino                                        | Pinyin                                                                                       | Título traducido literal del chino                                                                             | Modos de juego           |
| --------------------------------------- | ------------------------------------------------------ | -------------------------------------------------------------------------------------------- | --- | ------------------------ |
| The Legend of Zelda: Ocarina of Time 3D | 塞尔达传说 时光之笛 3D                                 | Sàiěrdá Chuánshuō: Shíguāng zhī Dí 3D                                                        | Legend of Zelda: Flute of Time 3D                                                                              | Un jugador               |
| Nintendogs + Cats                       | 任天狗狗+猫猫                                          | Rèntiān Gǒugou + Māomāo                                                                      | Rentian Dogs + Cats                                                                                            | Un jugador               |
| Star Fox 64 3D                          | 星际火狐64 3D                                          | Xīngjì Huǒhú 64 3D                                                                           | Star Fox 64 3D                                                                                                 | Un jugador, Multijugador |
| Mario Tennis Open                       | 马力欧网球 公开赛                                      | Mǎlìōu Wǎngqiú Gōngkāisài                                                                    | Mario Tennis Open                                                                                              | Un jugador, Multijugador |
| New Super Mario Bros. 2                 | 新超级马力欧兄弟 2                                     | New Chāojí Mǎlìōu Xiōngdì 2                                                                  | New Super Mario Brothers 2                                                                                     | Un jugador, Multijugador |
| Brain Age: Contrentration Training      | 脑科学专家 川岛隆太博士监修 突破极限 脑的5分钟魔鬼锻炼 | Nǎokēxué Zhuānjiā Chuāndǎolóngtài Bóshì Jiānxiū Tūpò Jíxiàn Nǎo de 5 Fēnzhōng Móguǐ Duànliàn | Brain Science Specialist Dr. Kawashima Ryota Supervisor: Breaking the Limits Brain's 5-minute Devil's Exercise | Un jugador, Multijugador |
| Luigi's Mansion: Dark Moon              | 路易吉洋馆2                                            | Lùyìjí Yángguǎn 2                                                                            | Luigi's Mansion 2                                                                                              | Un jugador, Multijugador |
| Paper Mario: Sticker Star               | 纸片马力欧 超级贴纸                                    | Zhǐpiàn Mǎlìōu Chāojí Tiēzhǐ                                                                 | Paper Mario: Super Sticker                                                                                     | Un jugador               |
| Pokémon Sol y Luna                      | 精灵宝可梦 太阳／月亮                                  | Jīnglíng Bǎokěmèng Tàiyáng / Yuèliang                                                        | Pokemon Sun/Moon                                                                                               | Un jugador, Multijugador |
| Pokémon Ultra Sol y Ultra Luna          | 精灵宝可梦 究极之日 ／究极之月                         | Jīnglíng Bǎokěmèng Jiūjí-zhī Rì / Jiūjí-zhī Yuè                                              | Pokemon: Ultra Sun/Ultra Moon                                                                                  | Un jugador, Multijugador |

## Comparación
| Compatibilidad de software                                          | Compatibilidad de software | Compatibilidad de software | Compatibilidad de software | Compatibilidad de software | Compatibilidad de software | Compatibilidad de software | Compatibilidad de software | Compatibilidad de software |
|                                                                     | iQue Player                | iQue GBA                   | iQue SP                    | iQue Micro                 | iQue DS                    | iQue DS Lite               | iQue DSi                   | iQue 3DS XL                |
| ------------------------------------------------------------------- | -------------------------- | -------------------------- | -------------------------- | -------------------------- | -------------------------- | -------------------------- | -------------------------- | -------------------------- |
| iQue Player/software de N64                                         | Sí                         | No                         | No                         | No                         | No                         | No                         | No                         | No                         |
| GB y software de GBC (americano, europeo y japonés)                 | No                         | Sí                         | Sí                         | No                         | No                         | No                         | No                         | No                         |
| Software de GBA (todas las regiones)                                | No                         | Sí                         | Sí                         | Sí                         | Sí                         | Sí                         | No                         | No                         |
| Software de DS (todas las regiones)                                 | No                         | No                         | No                         | No                         | Sí                         | Sí                         | Sí                         | Sí                         |
| Software de 3DS (solo compatibles con lenguaje chino como interfaz) | No                         | No                         | No                         | No                         | No                         | No                         | No                         | Sí                         |
| Actualmente disponible                                              |                            |                            |                            |                            |                            |                            |                            |                            |
| Actualmente disponible                                              | No                         | No                         | No                         | No                         | No                         | No                         | No                         | No                         |
| Distribución de software                                            |                            |                            |                            |                            |                            |                            |                            |                            |
| Distribución de software                                            | iQue Depot Fugue On-Line   | Minorista                  | Minorista                  | Minorista                  | Minorista                  | Minorista                  | Minorista DSi Ware         | Minorista                  |